# Liste der Ministerien in der Türkei
Ministerien in der Türkei sind Teil der Exekutive des türkischen Staates. Jedes Ministerium wird von einem vom Präsidenten ernannten Minister geleitet.
Im Februar 2023 gibt es 17 Ministerien.

## Liste der Ministerien
| NR | Logo | Minister türkische Bezeichnung                                       | Minister (deutsche Übersetzung)                   | Abkürzung | offizielle Seite                                 | Gründung |
| -- | ---- | -------------------------------------------------------------------- | ------------------------------------------------- | --------- | ------------------------------------------------ | -------- |
| 1  |      | Türkiye Cumhuriyeti Adalet Bakanlığı                                 | Justizministerium                                 | ADB       | Adalet Bakanlığı                                 | 1920     |
| 2  |      | Türkiye Cumhuriyeti Aile ve Sosyal Hizmetler Bakanlığı               | Ministerium für Familie und soziale Dienste       | ASHB      | Aile ve Sosyal Hizmetler Bakanlığı               | 2011     |
| 3  |      | Türkiye Cumhuriyeti Çalışma ve Sosyal Güvenlik Bakanlığı             | Das Ministerium für Arbeit und soziale Sicherheit | ÇSGB      | Çalışma ve Sosyal Güvenlik Bakanlığı             | 1945     |
| 4  |      | Türkiye Cumhuriyeti Çevre, Şehircilik ve İklim Değişikliği Bakanlığı | Ministerium für Umwelt, Städtebau und Klimawandel | ÇŞB       | Çevre, Şehircilik ve İklim Değişikliği Bakanlığı | 2011     |
| 5  |      | Türkiye Cumhuriyeti Dışişleri Bakanlığı                              | Ministerium für Auswärtige Angelegenheiten        | DB        | Dışişleri Bakanlığı                              | 1920     |
| 6  |      | Türkiye Cumhuriyeti Enerji ve Tabii Kaynaklar Bakanlığı              | Ministerium für Energie und natürliche Ressourcen | ETKB      | Enerji ve Tabii Kaynaklar Bakanlığı              | 1963     |
| 7  |      | Türkiye Cumhuriyeti Gençlik ve Spor Bakanlığı                        | Ministerium für Jugend und Sport                  | GSB       | Gençlik ve Spor Bakanlığı                        | 2011     |
| 8  |      | Türkiye Cumhuriyeti Hazine ve Maliye Bakanlığı                       | Ministerium für Finanzen                          | HMB       | Hazine ve Maliye Bakanlığı                       | 1920     |
| 9  |      | Türkiye Cumhuriyeti İçişleri Bakanlığı                               | Innenministerium                                  | İB        | İçişleri Bakanlığı                               | 1913     |
| 10 |      | Türkiye Cumhuriyeti Kültür ve Turizm Bakanlığı                       | Ministerium für Kultur und Tourismus              | KTB       | Kültür ve Turizm Bakanlığı                       | 2003     |
| 11 |      | Türkiye Cumhuriyeti Millî Eğitim Bakanlığı                           | Bildungsministerium                               | MEB       | Millî Eğitim Bakanlığı                           | 1920     |
| 12 |      | Türkiye Cumhuriyeti Millî Savunma Bakanlığı                          | Nationales Verteidigungsministerium               | MSB       | Millî Savunma Bakanlığı                          | 1920     |
| 13 |      | Türkiye Cumhuriyeti Sağlık Bakanlığı                                 | Gesundheitsministerium                            | SB        | Sağlık Bakanlığı                                 | 1920     |
| 14 |      | Türkiye Cumhuriyeti Sanayi ve Teknoloji Bakanlığı                    | Ministerium für Industrie und Technologie         | STB       | Sanayi ve Teknoloji Bakanlığı                    | 1949     |
| 15 |      | Türkiye Cumhuriyeti Tarım ve Orman Bakanlığı                         | Ministerium für Land- und Forstwirtschaft         | TOB       | Tarım ve Orman Bakanlığı                         | 1924     |
| 16 |      | Türkiye Cumhuriyeti Ticaret Bakanlığı                                | Handelsministerium                                | TB        | Ticaret Bakanlığı                                | 2011     |
| 17 |      | Türkiye Cumhuriyeti Ulaştırma ve Altyapı Bakanlığı                   | Ministerium für Verkehr und Infrastruktur         | UAB       | Ulaştırma ve Altyapı Bakanlığı                   | 1939     |